# Abborrvattnet (Fredrika socken, Lappland, 712071-160340)
Abborrvattnet är en sjö i Åsele kommun i Lappland och ingår i Gideälvens huvudavrinningsområde. Sjön har en area på 0,648 kvadratkilometer och ligger 398,3 meter över havet. Sjön avvattnas av vattendraget Abborrvattenbäcken.

## Delavrinningsområde
Abborrvattnet ingår i det delavrinningsområde (712077-160418) som SMHI kallar för Mynnar i Norrsjön. Medelhöjden är 402 meter över havet och ytan är 15,12 kvadratkilometer. Det finns inga avrinningsområden uppströms utan avrinningsområdet är högsta punkten. Abborrvattenbäcken som avvattnar avrinningsområdet har biflödesordning 3, vilket innebär att vattnet flödar genom totalt 3 vattendrag innan det når havet efter 144 kilometer. Avrinningsområdet består mestadels av skog (87 procent). Avrinningsområdet har 0,68 kvadratkilometer vattenytor vilket ger det en sjöprocent på 4,5 procent.